# Nardwuar the Human Serviette

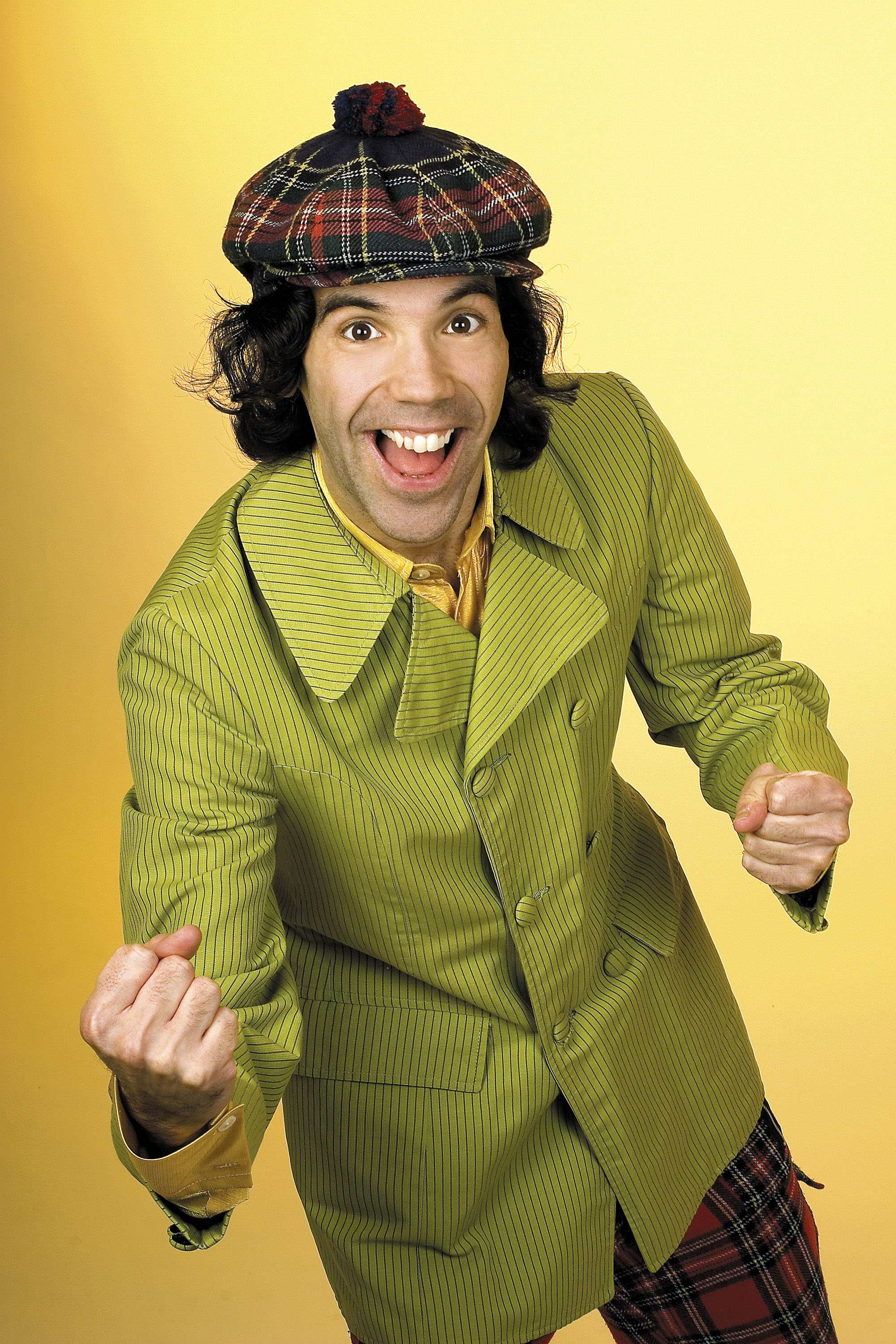
Nardwuar the Human Serviette

John Ruskin (Vancouver, 5 de julho de 1968), mais conhecido pelo nome artístico de Nardwuar the Human Serviette, é um famoso entrevistador/músico canadense que toca clarinete, trompete, sanfona, triangulo e teclado nas bandas The Evaporators e Thee Goblins.